# Muscle latissimus du dos
Le muscle latissimus du dos (ou muscle grand dorsal) est un muscle de la loge postérieure de l'épaule, et du tronc, agissant sur le membre thoracique.
C'est un muscle qui reste actif chez les paraplégiques, même en cas de rupture de la moelle épinière au niveau thoraco-lombaire, grâce à son innervation au niveau du plexus cervico-brachial.

## Description
Le muscle latissimus du dos est un muscle hypaxial du dos. Il recouvre la partie postéro-inférieure du tronc en contribuant à la paroi postérieure de l'aisselle.
C'est un grand muscle plat et triangulaire.

## Origine
Le muscle latissimus du dos nait par une lame tendineuse : l'aponévrose  thoraco-lombaire qui se fixe sur les processus épineux des six dernières vertèbres thoraciques et des vertèbres lombaires, de la face postérieure du sacrum et de la lèvre externe de la crête iliaque.
Quelques faisceaux  naissent des trois ou quatre dernières côtes.

## Trajet
Les fibres musculaires convergent en haut et latéralement en direction de l'aisselle. Les fibres supérieures étant les plus horizontales et les inférieures les plus obliques.
Le muscle recouvre l'angle inférieur de la scapula puis subit une torsion telle que son bord inférieur devient supérieur et inversement.

## Insertion
Le muscle latissimus du dos se termine par un tendon qui s'insère dans le fond du sillon intertuberculaire de l'humérus. Le tendon est séparé du tendon terminal du muscle grand rond par la bourse subtendineuse du muscle grand dorsal.  

## Innervation
Le muscle latissimus du dos est innervé par le nerf thoraco-dorsal (ancien nerf du grand dorsal, issu du faisceau postérieur (ancien tronc secondaire postérieur) du plexus brachial, racines de C6-C7-C8).

## Action
- Point fixe au niveau du tronc : adduction, rotation interne et rétropulsion (extension) du bras : il permet ainsi de porter la main vers la fesse opposée, tout en abaissant l'épaule.
- Point fixe au niveau du bras : inclinaison latérale homolatéralement ou hyperlordose dorso-lombaire bilatéralement ou élévation du bassin : c'est le muscle du « grimpeur ».
- Inspirateur profond accessoire par sa portion costale (augmente le volume du thorax).

## Culture physique
Le muscle latissimus du dos intervient comme muscle synergique dans l'exercice du soulevé de terre et des tirages horizontaux principalement.
En culturisme, l'hypertrophie du muscle latissimus du dos a pour but l'obtention de la forme en V du dos.

## Galerie

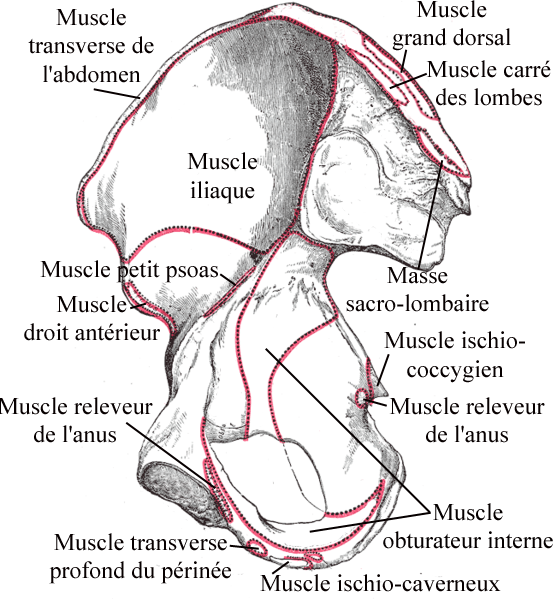
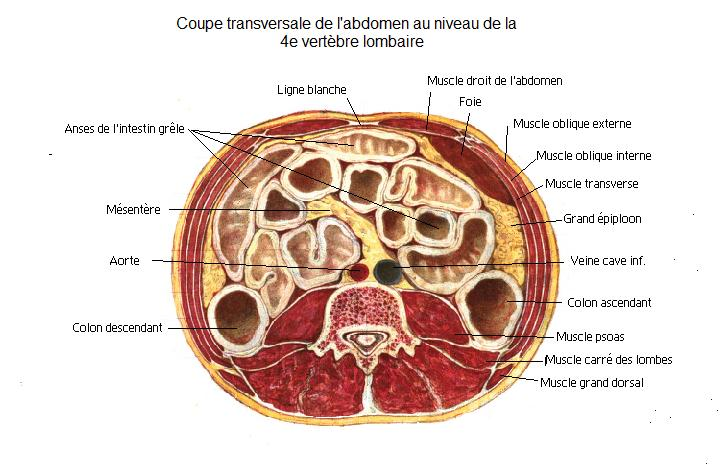
Coupe transversale de l'abdomen en L4
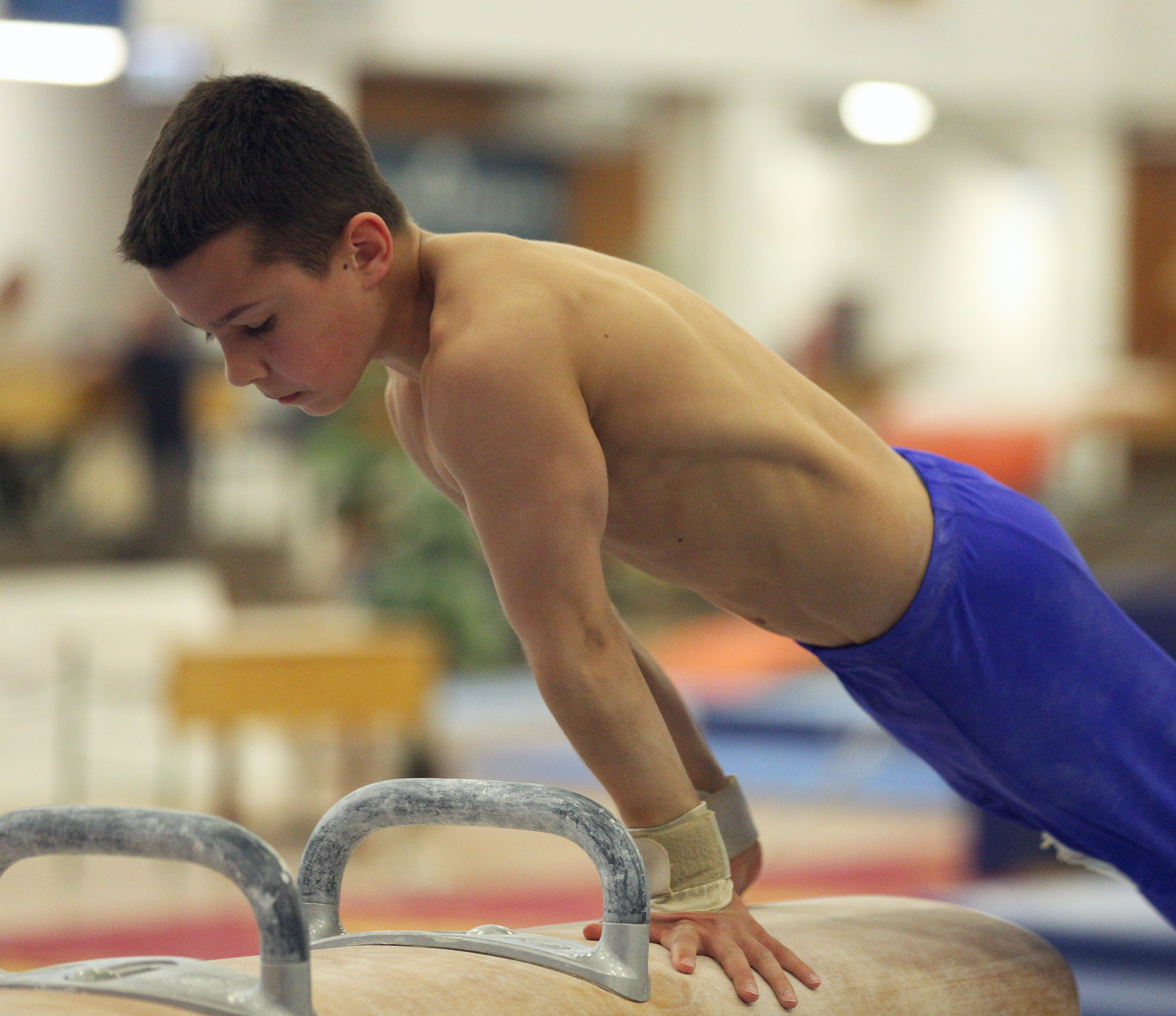
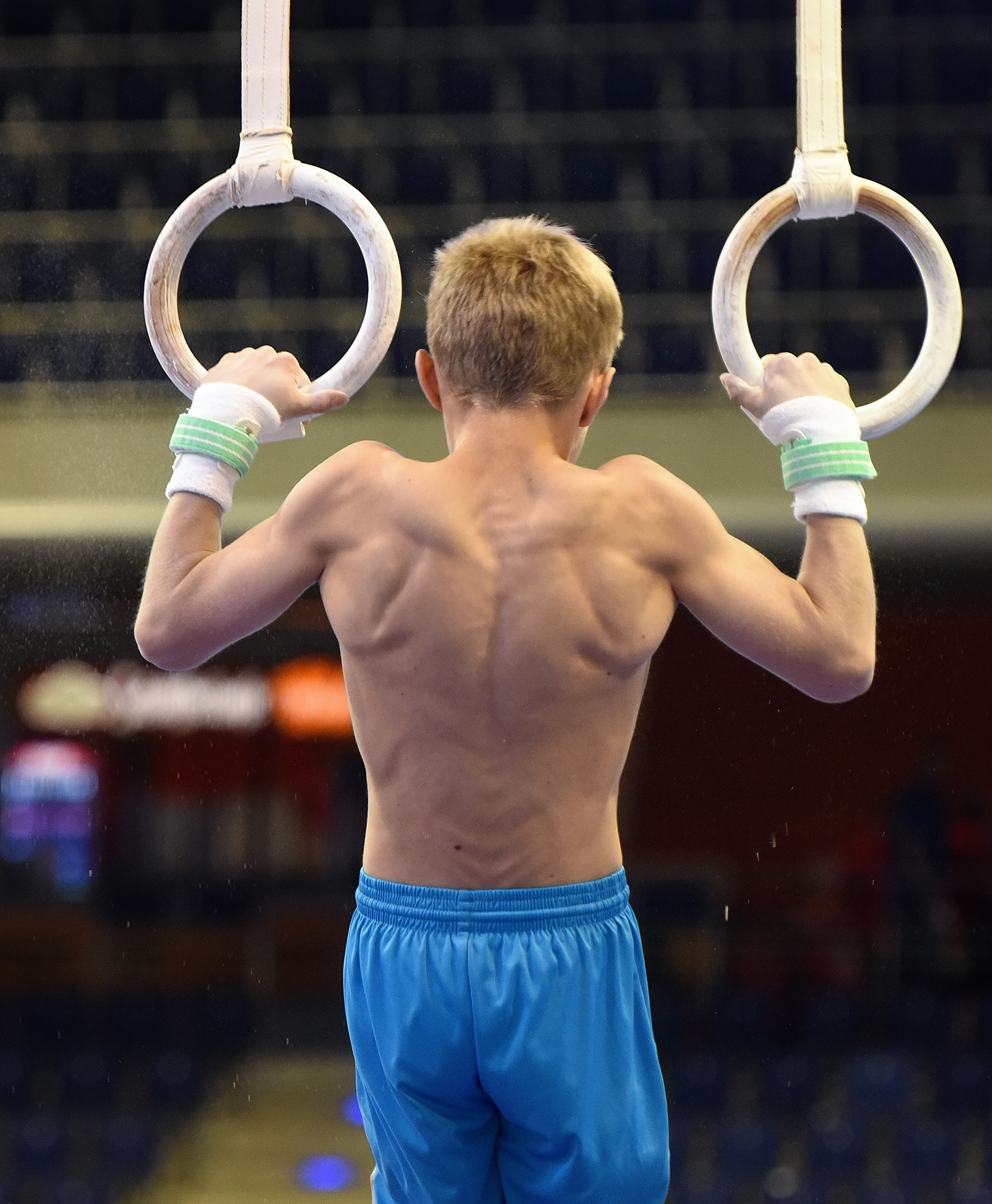